# Алгебра (теория на пръстените)
Вижте пояснителната страница за други значения на Алгебра.
В теорията на пръстените, алгебра над комутативен пръстен или R-алгебра е обобщение на понятието алгебра над поле.

## Формално определение
Нека R и A са комутативни пръстени с единица. A се нарича R-алгебра ако за {\displaystyle a,b\in R} и {\displaystyle x,y\in A} e дефинирано A-произведение {\displaystyle ax\in A} и са налице следните аксиоми:
1. {\displaystyle a(x+y)=ax+ay}
2. {\displaystyle (a+b)x=ax+by}
3. {\displaystyle (ab)x=a(bx)}
4. {\displaystyle 1.x=x}
5. a(xy) = (ax)y = x(ay).

Първите четири аксиоми показват, че A представлява R-модул, а петата се грижи за съгласуваност с умножението в A.
A се нарича крайнопородена R-алгебра, ако съществуват краен брой {\displaystyle x_{1},...,x_{n}\in A}, такива че всеки елемент на A е полином с коефициенти от R на {\displaystyle x_{1},...,x_{n}}.

## Примери
- Всеки пръстен може да се разглежда като {\displaystyle \mathbb {Z} }-алгебра.
- Пръстенът на полиномите на n променливи {\displaystyle k[x_{1},...,x_{n}]} е k-алгебра.
- Ако R е подпръстен на A, пръстенът A по естествен начин е R-алгебра.